# Lonicera steveniana
Lonicera steveniana är en kaprifolväxtart som beskrevs av Fisch. och Antonina Ivanovna Pojarkova. Lonicera steveniana ingår i släktet tryar, och familjen kaprifolväxter. Inga underarter finns listade i Catalogue of Life.